# Seht, welch ein Mensch
Seht, welch ein Mensch is een jeugdcompositie van Niels Gade. Het wordt ook wel aangeduid met Hymnus a 8 voci. Het is samen met Hilf uns, Gott, in unserm Streit een poging om tot een compositie voor a capella mannenkoor te komen. Het werk is dus geschreven voor Gades doorbraak met Efterklange af Ossian. 
De tekst, waarschijnlijk geleverd door Balthasar Münter luidt:
Seht welch ein Mensch, wie lag so schwer
Auf ihm die Last der Sünder!
Wie unaussprechlich leidet er,
Für euch, ihr Menschenkinder!
So leiden sah von Anbeginn
Die Erde keinen je, als ihn.
So wird auch keiner leiden.
Johann Christoph Friedrich Bach gebruikte dezelfde tekst eerder.